# Apol·lodor de Susiana
Apol·lodor de Susiana (en llatí Apollodorus, en grec Άπολλόδωρος) fou governador de la satrapia de Susiana designat el 220 aC per Antíoc III el Gran després de la revolta de Moló de Mèdia i el seu germà Alexandre de Persis que havien estat destituïts.